# Dr. Lektroluv
Dr. Lektroluv, skutečným jménem Stefaan Vandenberghe, je belgický electro DJ.
Je známý svou zelenou maskou a tím, že při mixování používá místo sluchátek telefonní sluchátko. Sám svůj styl popisuje takto : "Everything has an electronic feel, from italo to house and from electro to techno." ("Všechno, co v sobě má kousek z elektronické hudby, od italo disca po house a od electra po techno.")
Také je známý pod svým dalším DJským pseudonymem T-Quest se kterým vydal mnoho úspěšných hudebních počinů.
Poprvé se na scéně objevil na začátku 21. století, když hrál na party Body to Body v Culture Clubu v Ghentu. Pravidelně vydává kompilace pod hudebním vydavatelstvím N.E.W.S., ve kterých mixuje klasické electro skladby s vybranými novějšími skladbami.